# 8400 Томідзо
8400 Томідзо (8400 Tomizo) — астероїд головного поясу, відкритий 4 січня 1994 року.
Тіссеранів параметр щодо Юпітера — 3,349.
Названо на честь Томідзо (яп. とみぞう(富三) томідзо:).